# M/S Betula (II)
M/S Betula var en färja som byggdes 1968 vid Meyer-Werft i Papenburg i Tyskland åt Stockholms Rederi Svea för trafik på HH-leden mellan Helsingborg och Helsingør. Rutten drevs av Linjebuss International, ett dotterbolag till rederi Svea, i konkurrens med DSB. 
M/S Betula, som var den andra färjan på rutten med samma namn, kunde transportera 800 passagerare och 75 personbilar.
År 1980 övertogs Linjebus International av 
Scandinavian Ferry Line som fem år senare lät bygga om Betula på Helsingør Skibsværft med bland annat ett nytt bildäck. 
Betula övertogs av Ferry Gomera SA, ett dotterbolag till Fred. Olsen & Co., i Spanien i maj 1992 och döptes om till Buganvilla med hemmahamn i Las Palmas.
År 2004 såldes hon till STM Transportes i Kap Verde och fick namnet Tarrafal och hemmahamn i São Vicente.
Hon lades upp i Mindelo och förföll allt mer och 2019–2020 skrotades hon på plats.